# Leucothyreus femoratus
Leucothyreus femoratus är en skalbaggsart som beskrevs av Hermann Burmeister 1844. Leucothyreus femoratus ingår i släktet Leucothyreus och familjen Rutelidae. Inga underarter finns listade i Catalogue of Life.